# August Krafft
Johann August Krafft, född den 26 april 1798 i Altona, död den 29 december 1829 i Rom, var en tysk målare.
Krafft fick sin första utbildning vid konstakademien i Köpenhamn samt studerade senare i Dresden, Wien och Rom. Krafft var en i hög grad talangfull konstnär, men en bröstsjukdom nedsatte hans arbetskraft. Hans rika framställningsförmåga visade sig därför mest i lätta, snillrika utkast, och endast få fullt utförda arbeten finns av hans hand. I Thorvaldsens museum finns En karnevalsscen; på Christiansborg fanns före branden En tiggare (ofullbordad).